# Barbus caninus
Barbus caninus är en fiskart som beskrevs av Bonaparte, 1839. Barbus caninus ingår i släktet Barbus och familjen karpfiskar. IUCN kategoriserar arten globalt som starkt hotad. Inga underarter finns listade.

## Bildgalleri

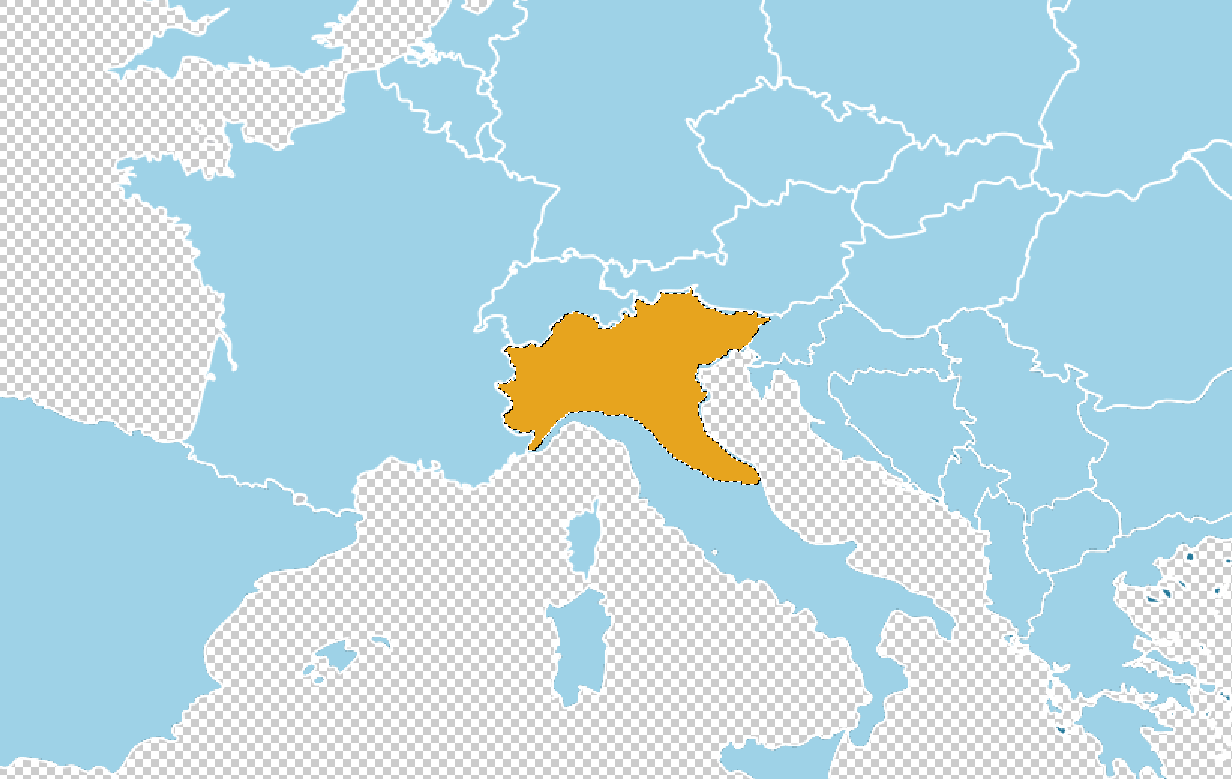